# Ambia bagoasalis
Ambia bagoasalis là một loài bướm đêm trong họ Crambidae.